# Campeonato Africano de Atletismo de 2014 - Decatlo masculino
A prova do decatlo masculino do Campeonato Africano de Atletismo de 2014 foi disputada entre os dias 10 de agosto e 11 de agosto de 2014 no Estádio de Marrakech  em Marrakech, no Marrocos. Participaram da prova 9 atletas. 

## Recordes
Antes desta competição, os recordes mundiais e do campeonato nesta prova eram os seguintes:
|                       | Nome           | Nacionalidade  | Pontos   | Local    | Data                |
| --------------------- | -------------- | -------------- | -------- | -------- | ------------------- |
| Recorde mundial       | Ashton Eaton   | Estados Unidos | 9039 pts | Eugene   | 23 de junho de 2012 |
| Recorde do campeonato | Larbi Bouraada | Argélia        | 8148 pts | Nairóbi  | 29 de julho de 2010 |
| Recorde africano      | Larbi Bouraada | Argélia        | 8332 pts | Ratingen | 15 de junho de 2012 |

Os seguintes recordes foram estabelecidos durante esta competição:
| Data         | Evento | Atleta         | Nacionalidade | Tempo    | Notas                 |
| ------------ | ------ | -------------- | ------------- | -------- | --------------------- |
| 11 de agosto | Final  | Larbi Bouraada | Argélia       | 8311 pts | Recorde do campeonato |

## Medalhistas
| Ouro                 | Prata                   | Bronze             |
| Larbi Bouraada (ALG) | Guillaume Thierry (MRI) | Atsu Nyamadi (GHA) |

## Cronograma
Todos os horários são locais (UTC+1).
| Data         | Hora  | Evento                   |
| ------------ | ----- | ------------------------ |
| 10 de agosto | 09:00 | 100 metros               |
| 10 de agosto | 09:50 | Salto em distância       |
| 10 de agosto | 11:00 | Arremesso de peso        |
| 10 de agosto | 18:00 | Salto em altura          |
| 10 de agosto | 18:40 | 400 metros               |
| 11 de agosto | 09:00 | 110 metros com barreiras |
| 11 de agosto | 09:45 | Lançamento de disco      |
| 11 de agosto | 11:00 | Salto com vara           |
| 11 de agosto | 18:45 | Lançamento de dardo      |
| 11 de agosto | 20:10 | 1500 metros              |

## Resultados

### 100 metros
| Posição | Bateria | Atleta               | Nacionalidade                  | Tempo | Pontos | Notas |
| ------- | ------- | -------------------- | ------------------------------ | ----- | ------ | ----- |
| 1       | 1       | Larbi Bouraada       | Argélia                        | 10.90 | 883    |       |
| 2       | 2       | Willem Coertzen      | África do Sul                  | 10.99 | 863    |       |
| 3       | 2       | Ahmed Saber Ahmed    | Egito                          | 11.28 | 799    |       |
| 4       | 1       | Atsu Nyamadi         | Gana                           | 11.29 | 797    |       |
| 5       | 1       | Walid Nsiri          | Tunísia                        | 11.43 | 767    |       |
| 6       | 2       | Guillaume Thierry    | Ilhas Maurícias                | 11.52 | 748    |       |
| 7       | 2       | Florent Lomba Bilisi | República Democrática do Congo | 11.53 | 746    |       |
| 8       | 1       | Ali Kamé             | Madagáscar                     | 11.60 | 732    |       |
| 9       | 2       | Louis Fabrice Rajah  | Ilhas Maurícias                | 11.76 | 699    |       |

### Salto em distância
| Posição | Atleta               | Nacionalidade                  | #1    | #2    | #3    | Resultados | Pontos | Notas | Total |
| ------- | -------------------- | ------------------------------ | ----- | ----- | ----- | ---------- | ------ | ----- | ----- |
| 1       | Larbi Bouraada       | Argélia                        | 7.45  | 7.38w | 7.15  | 7.45       | 922    |       | 1805  |
| 2       | Atsu Nyamadi         | Gana                           | x     | 7.31  | 7.32w | 7.32w      | 891    |       | 1688  |
| 3       | Willem Coertzen      | África do Sul                  | 7.25  | 7.06  | 7.21  | 7.25       | 874    |       | 1737  |
| 4       | Guillaume Thierry    | Ilhas Maurícias                | 6.94w | 6.87  | x     | 6.94w      | 799    |       | 1547  |
| 5       | Florent Lomba Bilisi | República Democrática do Congo | 6.61  | 6.76w | 6.52  | 6.76w      | 757    |       | 1503  |
| 6       | Walid Nsiri          | Tunísia                        | 6.75  | 6.62w | 6.20  | 6.75       | 755    |       | 1522  |
| 7       | Louis Fabrice Rajah  | Ilhas Maurícias                | x     | 6.47  | 6.46  | 6.47       | 691    |       | 1390  |
| 8       | Ali Kamé             | Madagáscar                     | x     | x     | 6.40w | 6.40w      | 675    |       | 1407  |
| 9       | Ahmed Saber Ahmed    | Egito                          | 5.74  | 5.93  | 5.74  | 5.93       | 571    |       | 1370  |

### Arremesso de peso
| Posição | Atleta               | Nacionalidade                  | #1    | #2    | #3    | Resultados | Pontos | Notas | Total |
| ------- | -------------------- | ------------------------------ | ----- | ----- | ----- | ---------- | ------ | ----- | ----- |
| 1       | Willem Coertzen      | África do Sul                  | 13.82 | 13.88 | 13.73 | 13.88      | 721    |       | 2458  |
| 2       | Guillaume Thierry    | Ilhas Maurícias                | 13.38 | 13.52 | 13.39 | 13.52      | 699    |       | 2246  |
| 3       | Ahmed Saber Ahmed    | Egito                          | 13.46 | 13.02 | 12.82 | 13.46      | 695    |       | 2065  |
| 4       | Atsu Nyamadi         | Gana                           | 11.85 | 12.81 | 13.40 | 13.40      | 692    |       | 2380  |
| 5       | Larbi Bouraada       | Argélia                        | 13.06 | 13.20 | 12.68 | 13.20      | 679    |       | 2484  |
| 6       | Walid Nsiri          | Tunísia                        | 12.06 | 12.76 | x     | 12.76      | 653    |       | 2175  |
| 7       | Ali Kamé             | Madagáscar                     | 11.86 | x     | 12.39 | 12.39      | 630    |       | 2037  |
| 8       | Louis Fabrice Rajah  | Ilhas Maurícias                | 12.08 | 11.96 | 11.77 | 12.08      | 611    |       | 2001  |
| 9       | Florent Lomba Bilisi | República Democrática do Congo | 11.61 | 11.86 | 11.59 | 11.86      | 598    |       | 2101  |

### Salto em altura
| Posição | Atleta               | Nacionalidade                  | 1.50 | 1.62 | 1.65 | 1.68 | 1.74 | 1.77 | 1.80 | 1.83 | 1.86 | 1.89 | 1.92 | 1.95 | 1.98 | 2.01 | 2.04 | 2.07 | Resultados | Pontos | Notas | Total |
| ------- | -------------------- | ------------------------------ | ---- | ---- | ---- | ---- | ---- | ---- | ---- | ---- | ---- | ---- | ---- | ---- | ---- | ---- | ---- | ---- | ---------- | ------ | ----- | ----- |
| 1       | Larbi Bouraada       | Argélia                        | –    | –    | –    | –    | –    | –    | –    | –    | o    | –    | o    | xo   | o    | o    | xo   | xxx  | 2.04       | 840    |       | 3324  |
| 2       | Florent Lomba Bilisi | República Democrática do Congo | –    | –    | –    | –    | –    | o    | –    | o    | o    | o    | xxo  | xxo  | xxo  | xxx  |      |      | 1.98       | 785    |       | 2886  |
| 3       | Ali Kamé             | Madagáscar                     | –    | –    | –    | –    | o    | o    | o    | o    | o    | o    | xxo  | xxx  |      |      |      |      | 1.92       | 731    |       | 2768  |
| 4       | Willem Coertzen      | África do Sul                  | –    | –    | –    | –    | –    | –    | –    | o    | –    | xo   |      |      |      |      |      |      | 1.89       | 705    |       | 3163  |
| 5       | Louis Fabrice Rajah  | Ilhas Maurícias                | –    | –    | –    | –    | –    | o    | o    | o    | xo   | xxo  | xxx  |      |      |      |      |      | 1.89       | 705    |       | 2706  |
| 5       | Guillaume Thierry    | Ilhas Maurícias                | –    | –    | –    | –    | –    | –    | o    | o    | xo   | xxo  | xxx  |      |      |      |      |      | 1.89       | 705    |       | 2951  |
| 7       | Ahmed Saber Ahmed    | Egito                          | –    | –    | –    | –    | o    | o    | xo   | o    | xo   | xxo  | xxx  |      |      |      |      |      | 1.89       | 705    |       | 2770  |
| 8       | Atsu Nyamadi         | Gana                           | –    | –    | –    | –    | –    | –    | xo   | xo   | xxo  |      |      |      |      |      |      |      | 1.86       | 679    |       | 3059  |
| 9       | Walid Nsiri          | Tunísia                        | o    | xxo  | xxo  | xxx  |      |      |      |      |      |      |      |      |      |      |      |      | 1.65       | 504    |       | 2679  |

### 400 metros
| Pontos | Faixa | Atleta               | Nacionalidade                  | Tempo | Pontos | Notas | Total |
| ------ | ----- | -------------------- | ------------------------------ | ----- | ------ | ----- | ----- |
| 1      | 1     | Larbi Bouraada       | Argélia                        | 48.33 | 893    |       | 4217  |
| 2      | 7     | Walid Nsiri          | Tunísia                        | 49.70 | 828    |       | 3507  |
| 3      | 5     | Atsu Nyamadi         | Gana                           | 50.06 | 812    |       | 3871  |
| 4      | 2     | Florent Lomba Bilisi | República Democrática do Congo | 50.67 | 784    |       | 3670  |
| 5      | 4     | Ahmed Saber Ahmed    | Egito                          | 51.54 | 745    |       | 3515  |
| 6      | 8     | Guillaume Thierry    | Ilhas Maurícias                | 51.91 | 729    |       | 3680  |
| 7      | 6     | Ali Kamé             | Madagáscar                     | 52.47 | 704    |       | 3472  |
| 8      | 3     | Louis Fabrice Rajah  | Ilhas Maurícias                | 53.26 | 671    |       | 3377  |
| 9      |       | Willem Coertzen      | África do Sul                  | DNS   | 0      |       | DNF   |

### 110 metros com barreiras
| Posição | Faixa | Atleta               | Nacionalidade                  | Tempo | Pontos | Notas  | Total |
| ------- | ----- | -------------------- | ------------------------------ | ----- | ------ | ------ | ----- |
| 1       | 4     | Larbi Bouraada       | Argélia                        | 14.33 | 932    |        | 5149  |
| 2       | 6     | Florent Lomba Bilisi | República Democrática do Congo | 15.00 | 850    |        | 4520  |
| 3       | 7     | Guillaume Thierry    | Ilhas Maurícias                | 15.09 | 839    |        | 4519  |
| 4       | 3     | Atsu Nyamadi         | Gana                           | 15.24 | 821    |        | 4692  |
| 5       | 8     | Ali Kamé             | Madagáscar                     | 15.28 | 816    |        | 4288  |
| 6       | 5     | Louis Fabrice Rajah  | Ilhas Maurícias                | 15.40 | 802    |        | 4179  |
| 7       | 2     | Walid Nsiri          | Tunísia                        | 17.20 | 604    |        | 4111  |
| 8       | 1     | Ahmed Saber Ahmed    | Egito                          | DSQ   | 0      | R162.5 | 3515  |

### Lançamento do disco
| Posição | Atleta               | Nacionalidade                  | #1    | #2    | #3    | Resultados | Pontos | Notas | Total |
| ------- | -------------------- | ------------------------------ | ----- | ----- | ----- | ---------- | ------ | ----- | ----- |
| 1       | Atsu Nyamadi         | Gana                           | 34.65 | 43.93 | –     | 43.93      | 745    |       | 5437  |
| 2       | Guillaume Thierry    | Ilhas Maurícias                | 41.89 | 41.83 | 41.02 | 41.89      | 703    |       | 5222  |
| 3       | Walid Nsiri          | Tunísia                        | 35.97 | 38.06 | 41.13 | 41.13      | 688    |       | 4799  |
| 4       | Larbi Bouraada       | Argélia                        | 34.22 | 39.08 | 39.99 | 39.99      | 664    |       | 5813  |
| 5       | Ali Kamé             | Madagáscar                     | 36.86 | 36.38 | 35.52 | 36.86      | 601    |       | 4889  |
| 6       | Florent Lomba Bilisi | República Democrática do Congo | 33.91 | 31.86 | 31.52 | 33.91      | 542    |       | 5062  |
| 7       | Louis Fabrice Rajah  | Ilhas Maurícias                | x     | 31.53 | 32.16 | 32.16      | 507    |       | 4686  |
| 8       | Ahmed Saber Ahmed    | Egito                          |       |       |       | DNS        | 0      |       | DNF   |

### Salto com vara
| Posição | Atleta               | Nacionalidade                  | 3.50 | 3.60 | 3.70 | 3.80 | 3.90 | 4.00 | 4.10 | 4.20 | 4.30 | 4.40 | 4.50 | 4.60 | 4.70 | 4.80 | 4.90 | 5.00 | Resultados | Pontos | Notas | Total |
| ------- | -------------------- | ------------------------------ | ---- | ---- | ---- | ---- | ---- | ---- | ---- | ---- | ---- | ---- | ---- | ---- | ---- | ---- | ---- | ---- | ---------- | ------ | ----- | ----- |
| 1       | Larbi Bouraada       | Argélia                        | –    | –    | –    | –    | –    | –    | –    | –    | –    | –    | o    | –    | o    | o    | xo   | xxx  | 4.90       | 880    |       | 6693  |
| 2       | Guillaume Thierry    | Ilhas Maurícias                | –    | –    | –    | –    | –    | xxo  | –    | o    | –    | xo   | xo   | xxx  |      |      |      |      | 4.50       | 760    |       | 5982  |
| 3       | Florent Lomba Bilisi | República Democrática do Congo | –    | –    | –    | o    | –    | o    | o    | xo   | xxx  |      |      |      |      |      |      |      | 4.20       | 673    |       | 5735  |
| 4       | Ali Kamé             | Madagáscar                     | –    | –    | –    | o    | –    | o    | o    | xxx  |      |      |      |      |      |      |      |      | 4.10       | 645    |       | 5534  |
| 4       | Louis Fabrice Rajah  | Ilhas Maurícias                | –    | o    | o    | o    | o    | o    | o    | xxx  |      |      |      |      |      |      |      |      | 4.10       | 645    |       | 5331  |
| 6       | Walid Nsiri          | Tunísia                        | o    | xo   | xxo  | xxx  |      |      |      |      |      |      |      |      |      |      |      |      | 3.70       | 535    |       | 5334  |
| 7       | Atsu Nyamadi         | Gana                           |      |      |      |      |      |      |      |      |      |      |      |      |      |      |      |      | NM         | 0      |       | 5437  |

### Lançamento de dardo
| Posição | Atleta               | Nacionalidade                  | #1    | #2    | #3    | Resultados | Pontos | Notas | Total |
| ------- | -------------------- | ------------------------------ | ----- | ----- | ----- | ---------- | ------ | ----- | ----- |
| 1       | Larbi Bouraada       | Argélia                        | 64.60 | 61.71 | 57.77 | 64.60      | 807    |       | 7500  |
| 2       | Atsu Nyamadi         | Gana                           | 63.33 | x     | x     | 63.33      | 788    |       | 6225  |
| 3       | Guillaume Thierry    | Ilhas Maurícias                | 56.57 | 60.94 | 57.47 | 60.94      | 752    |       | 6734  |
| 4       | Ali Kamé             | Madagáscar                     | 57.78 | x     | 54.16 | 57.78      | 704    |       | 6238  |
| 5       | Louis Fabrice Rajah  | Ilhas Maurícias                | 45.11 | 45.47 | 50.75 | 50.75      | 600    |       | 5931  |
| 6       | Florent Lomba Bilisi | República Democrática do Congo | 45.02 | 49.08 | x     | 49.08      | 575    |       | 6310  |
| 7       | Walid Nsiri          | Tunísia                        | x     | 46.15 | 41.67 | 46.15      | 532    |       | 5866  |

### 1500 metros
| Posição | Atleta               | Nacionalidade                  | Tempo   | Pontos | Notas |
| ------- | -------------------- | ------------------------------ | ------- | ------ | ----- |
| 1       | Larbi Bouraada       | Argélia                        | 4:20.05 | 811    |       |
| 2       | Walid Nsiri          | Tunísia                        | 4:29.68 | 747    |       |
| 3       | Atsu Nyamadi         | Gana                           | 4:33.58 | 721    |       |
| 4       | Ali Kamé             | Madagáscar                     | 4:56.32 | 581    |       |
| 5       | Guillaume Thierry    | Ilhas Maurícias                | 4:56.81 | 578    |       |
| 6       | Louis Fabrice Rajah  | Ilhas Maurícias                | 4:58.85 | 566    |       |
| 7       | Florent Lomba Bilisi | República Democrática do Congo | 5:02.06 | 548    |       |

## Classificação final
| Pos.              | Atleta               | Nacionalidade                  | 100 m | SD    | AP    | SA   | 400 m | 110 m | AD    | SV   | LD    | 1500 m  | Total | Notas                 |
| ----------------- | -------------------- | ------------------------------ | ----- | ----- | ----- | ---- | ----- | ----- | ----- | ---- | ----- | ------- | ----- | --------------------- |
| Medalha de ouro   | Larbi Bouraada       | Argélia                        | 10.90 | 7.45  | 13.20 | 2.04 | 48.33 | 14.33 | 39.99 | 4.90 | 64.60 | 4:20.05 | 8311  | Recorde do campeonato |
| Medalha de prata  | Guillaume Thierry    | Ilhas Maurícias                | 11.52 | 6.94w | 13.52 | 1.89 | 51.91 | 15.09 | 41.89 | 4.50 | 60.94 | 4:56.81 | 7312  |                       |
| Medalha de bronze | Atsu Nyamadi         | Gana                           | 11.29 | 7.32w | 13.40 | 1.86 | 50.06 | 15.24 | 43.93 | NM   | 63.33 | 4:33.58 | 6946  |                       |
| 4                 | Florent Lomba Bilisi | República Democrática do Congo | 11.53 | 6.76w | 11.86 | 1.98 | 50.67 | 15.00 | 33.91 | 4.20 | 49.08 | 5:02.06 | 6858  |                       |
| 5                 | Ali Kamé             | Madagáscar                     | 11.60 | 6.40w | 12.39 | 1.92 | 52.47 | 15.28 | 36.86 | 4.10 | 57.78 | 4:56.32 | 6819  |                       |
| 6                 | Walid Nsiri          | Tunísia                        | 11.43 | 6.75  | 12.76 | 1.65 | 49.70 | 17.20 | 41.13 | 3.70 | 46.15 | 4:29.68 | 6613  |                       |
| 7                 | Louis Fabrice Rajah  | Ilhas Maurícias                | 11.76 | 6.47  | 12.08 | 1.89 | 53.26 | 15.40 | 32.16 | 4.10 | 50.75 | 4:58.85 | 6497  |                       |
| 8                 | Ahmed Saber Ahmed    | Egito                          | 11.28 | 5.93  | 13.46 | 1.89 | 51.54 | DQ    | DNS   | –    | –     | –       | DNF   |                       |
| 9                 | Willem Coertzen      | África do Sul                  | 10.99 | 7.25  | 13.88 | 1.89 | DNS   | –     | –     | –    | –     | –       | DNF   |                       |

Legenda
| Recorde mundial       | Recorde mundial (World record)               |                       | Recorde africano                      | Recorde africano (African) |                                           | Q | Classificado por posição (Qualified) |
| Recorde do campeonato | Recorde do campeonato (Championship record)  | Recorde da América    | Recorde da América (Americas)         | q                          | Classificado por melhor tempo (Qualified) |   |                                      |
| Melhor marca do ano   | Melhor marca do ano (World leading)          | Recorde asiático      | Recorde asiático (Asian)              | DNS                        | Não largou (Did not start)                |   |                                      |
| Recorde nacional      | Recorde nacional (National record)           | Recorde europeu       | Recorde europeu (European)            | DNF                        | Não terminou (Did not finish)             |   |                                      |
| Recorde pessoal       | Recorde pessoal do atleta (Personal best)    | Recorde da Oceania    | Recorde da Oceania (Oceania)          | DSQ / DQ                   | Desclassificado (Disqualified)            |   |                                      |
| Recorde da temporada  | Recorde da temporada do atleta (Season best) | Recorde sul-americano | Recorde sul-americano (South America) | NM                         | Sem marca (No mark)                       |   |                                      |